# Horst Klusch

Horst Klusch

Horst Ernst Klusch (n. 12 mai 1927, Bod, Brașov - d. 16 decembrie 2014, Sibiu) a fost un cercetător sas transilvănean, de profesie chimist, membru în consiliul științific al Muzeului ASTRA din Sibiu.

## Activitate
În timp ce funcționa ca profesor la Reciu, județul Alba, a fost impresionat de ceramica pictată colecționată de pastorul Ludwig Klaster din Gârbova. Acest fapt i-a dat un imbold să se reorienteze profesional spre ceramică.
Din inițiativa lui au fost înființate muzeele din Cisnădie, Cisnădioara și Cristian.
Pentru meritele sale, Horst Klusch a fost ales în Consiliul de conducere al Asociației Folcloriștilor și Etnografilor Sibiu și a fost numit redactor-șef adjunct al anuarului Studii și comunicări de etnologie, un periodic publicat de Academia Română.
A fost membru al Cercului de Cercetare Tematică a Ceramicii Europene, din Germania, și a activat ca expert al Ministerului Culturii și Cultelor în probleme de etnografie săsească. 

## Distincții
Cu ocazia împlinirii vârstei de 80 de ani i-a fost decernat Premiul Hans Christian și dr. Beatrix Habermann pe anul 2007, pentru întreaga activitate științifică și de cercetare, premiu oferit de Fundației Sașilor Transilvăneni din München.
În data de 5 septembrie 2013 primarul Klaus Iohannis i-a înmânat titlul de cetățean de onoare al municipiului Sibiu.

## Ipoteză nouă
În cartea sa despre colonizarea sașilor în Transilvania, publicată în 2001, cercetătorul Horst Klusch a lansat ipoteza că primii coloniști germani stabiliți în Transilvania nu au fost cei chemați de regele Ungariei Géza al II-lea (1141-1162) ci, ceva mai devreme, unii din germanii care, din aprilie până în octombrie 1096, participaseră la Cruciada țăranilor.

## Publicații
- Siebenbürgische Töpferkunst aus drei Jahrhunderten (Arta olăritului din Transilvania timp de trei secole), Kriterion Verlag, Bukarest 1980;
- Portul popular din județul Sibiu (ediție bilingvă, 1980),
- Siebenbürgische Goldschmiedekunst (Arta aurarilor din Transilvania), Editura Kriterion, 1988
- Zauber alter Kacheln aus Rumänien (Farmecul cahlelor vechi din România), Hermannstadt 1999;
- Zur Ansiedlung der Siebenbürger Sachsen (Colonizarea sașilor în Transilvania), Edit. Kriterion, 2001, Bucuresti
- Portul popular al sașilor din Transilvania, 2002
- Din etnografia sașilor transilvăneni - culegere de articole aparținându-le zece autori, 2003
- Der Einfluss von Habaner Fayence auf die siebenbürgische Zierkeramik, în: Bayerisches Jahrbuch für Volkskunde 2007, pag. 85-89.